# DROMLAN

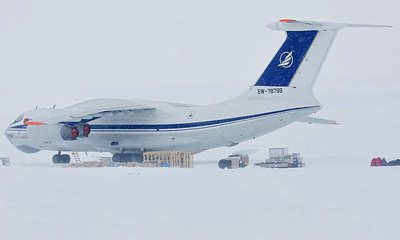
Ил-76 на Земле Королевы Мод

DROMLAN (сокр. от Dronning Maud Land Air Network — «Авиационная сеть Земли Королевы Мод») — некоммерческий координационный проект для снижения логистических затрат и удобства транспортировки, созданный в 2002 году 11 государствами, имеющими базы в этой области на атлантическом побережье Антарктиды, на основе двусторонних и многосторонних договоров. Учредителем выступил Совет управляющих национальными антарктическими программами Бельгии, Финляндии, Германии, Индии, Японии, Нидерландов, Норвегии, России, ЮАР, Швеции и Великобритании. В 2024 году к программе присоединилась Беларусь.
Эксплуатируются воздушные суда национальных перевозчиков в Антарктике: российские самолёты Ил-76, норвежские и шведские C-130 Hercules и норвежский самолёт P-3 Orion, также иногда прибывают другие типы самолётов.. Полёты выполняются из международного аэропорта Кейптауна до аэродрома Тролль, время полёта до 9 часов для самолёта Hercules и пять с половиной часов для самолёта Ил-76. На DROMLAN также возложено техническое обслуживание аэродрома при станции Новолазаревская.
Фидерными службами других исследовательских станций используются два Basler BT-67, которыми управляет южноафриканская компания Antarctic Logistics Center International или другие операторы.
Сервисы обслуживают станции: Абоа (Финляндия), Купол Фудзи (Япония), Халли (Великобритания), Конен (Германия), Маитри (Индия), Ноймайер III (Германия), Новолазаревская (Россия), Принцесса Елизавета (Бельгия), SANAE IV (ЮАР), Сёва (Япония), Тор (Норвегия) и Васа (Швеция).
В сезоне 2007—2008 годов через DROMLAN в Антарктику было перевезено 720 человек. Аэропорт недоступен для коммерческих или других частных рейсов.

## История
Предпосылкой к созданию авиационной сети ДРОМЛАН стало восстановление в 2001 году снежно-ледовой взлетно-посадочной полосы на станции Новолазаревская. Инициатором проекта выступил директор ЗАО «ИНТААРИ» А.В. Турчин, который для реализации этой идеи организовал в Кейптауне (ЮАР) специализированную фирму «АЛСИ» (Antarctic Logistic Centre International – ALCI).
В 2002 году в рамках системы ДРОМЛАН был построен второй аэродром на норвежской базе Тролл, что позволило расширить возможности для полетов между Африкой и Антарктидой. Для этих целей компания «АЛСИ», являющаяся воздушным оператором системы, ежегодно арендовала самолёт ИЛ-76 ТД из России, Венгрии или Беларуси, а экипажи для антарктических полетов формировались в Летно-испытательном центре Государственного научно-исследовательского института Гражданской авиации в Москве.
В 2024 году, первые за всю историю существования программы ДРОМЛАН, к ней официально присоединилась Беларусь. Соответствующее соглашение было подписано на 36-м ежегодном общем собрании делегатов Совета управляющих национальных антарктических программ (КОМНАП) в Буэнос-Айресе.